# Sputnik Caledonia
Sputnik Caledonia ist ein 2008 veröffentlichtes Buch von Andrew Crumey, für welches er noch vor der Veröffentlichung den Northern Rock Foundation Writer’s Award erhielt. Es erzählt die Geschichte eines schottischen Jungen, der Raumfahrer werden möchte, in einem parallelen kommunistischen Schottland an einer Mission zu einem Schwarzen Loch teilnimmt, und später zur wirklichen Welt zurückkehrt. Das Werk ist in drei Teile unterteilt, wobei der zentrale zweite Teil im Paralleluniversum vorwiegend ernst im Ton ist, während die beiden anderen Teile kürzer und humorvoller sind. Der Titel mit seinem Bezug auf das russische Sputnik Programm und auf Kaledonien (engl. Caledonia), die lateinisch-keltische Bezeichnung für Schottland, suggeriert ein Schottland als sowjetischer Satellitenstaat.

## Zusammenfassung
- Teil eins

Robbie Coyle, zu Beginn des Buches neun Jahre alt, lebt in Kenzie in Schottlands Central Belt in den frühen 1970ern. Er träumt davon, in den Weltraum zu reisen; doch aufgrund der anti-amerikanischen und pro-russischen Haltung seines Vaters will er lieber Kosmonaut statt Astronaut werden, weshalb er Russisch lernt. Auf einem alten Rundfunkempfänger findet er die osteuropäische Radiostation Voice of the Red Star, stellt sich vor es sei ein telepathisches Signal von einem anderen Stern, und wünscht sich, zu diesem Planeten geholt zu werden.
- Teil zwei

Der neunzehnjährige Robert Coyle lebt in der Britischen Demokratischen Republik – einem kommunistischen Staat, der nach der Nazi-Okkupation Schottlands im “ Great Patriotic War” gebildet wurde – und betritt die „Installation“, eine geheime Militärbasis in Schottland, um an einer Weltraum-Mission teilzunehmen. Ein seltsames neues Objekt, vermutlich ein Schwarzes Loch, wurde im Sonnensystem entdeckt, und die Freiwilligen sollen es telepathisch erforschen. Robert erinnert sich nur ungenau an die Zeit vor seiner Ankunft, und es wird dem Leser nicht erläutert, ob und welche Verbindung zwischen Teil eins und Teil zwei besteht.
- Teil drei

Robbies Eltern aus Teil eins sind nun Pensionäre. Ihre Geschichte alterniert mit derjenigen von „the kid“, einem dreizehnjährigen Ausreißer, der für Science-Fiction-Geschichten wie Doctor Who schwärmt und überzeugt ist: „In einem unendlichen Universum ist alles möglich“. Er trifft einen Mann mittleren Alters (“the stranger”) der behauptet, ein Raumfahrer mit einer Mission zu sein. Der Fremde könnte der älter gewordene Robert aus Teil zwei sein – oder ein Terrorist und Identitätsdieb. Der dritte Teil verweigert sich einer logischen Auflösung und greift früher angesprochene Themen auf. Er ist emotional ambivalent und stellt die Komik aus Teil eins dem dunklen Pessimismus aus Teil zwei gegenüber.

## Ausgaben
- Sputnik Caledonia. Picador 2008, ISBN 978-0-330-44841-3 (gebundene Ausgabe), ISBN 978-0-330-44702-7 (Taschenbuch)